# Petit-Fayt
Petit-Fayt ist eine französische Gemeinde im Département Nord in der Region Hauts-de-France. Sie gehört zum Arrondissement Avesnes-sur-Helpe und zum Kanton Avesnes-sur-Helpe. Die Bewohner nennen sich Fagusiens oder Fagusiennes.

## Lage
Die Gemeinde Petit-Fayt liegt an der Helpe Mineure im Regionalen Naturpark Avesnois, neun Kilometer westlich von Avesnes-sur-Helpe. Nachbargemeinden sind Marbaix im Norden, Dompierre-sur-Helpe und Saint-Hilaire-sur-Helpe im Nordosten, Cartignies im Südosten, Beaurepaire-sur-Sambre im Süden, Prisches im Südwesten und Grand-Fayt im Nordwesten.

## Bevölkerungsentwicklung
| Jahr                       | 1962 | 1968 | 1975 | 1982 | 1990 | 1999 | 2011 | 2020 |
| Einwohner                  | 288  | 240  | 226  | 253  | 273  | 260  | 296  | 302  |
| Quellen: Cassini und INSEE |      |      |      |      |      |      |      |      |

## Sehenswürdigkeiten
- Kirche der Heimsuchung (Église de la visitation)

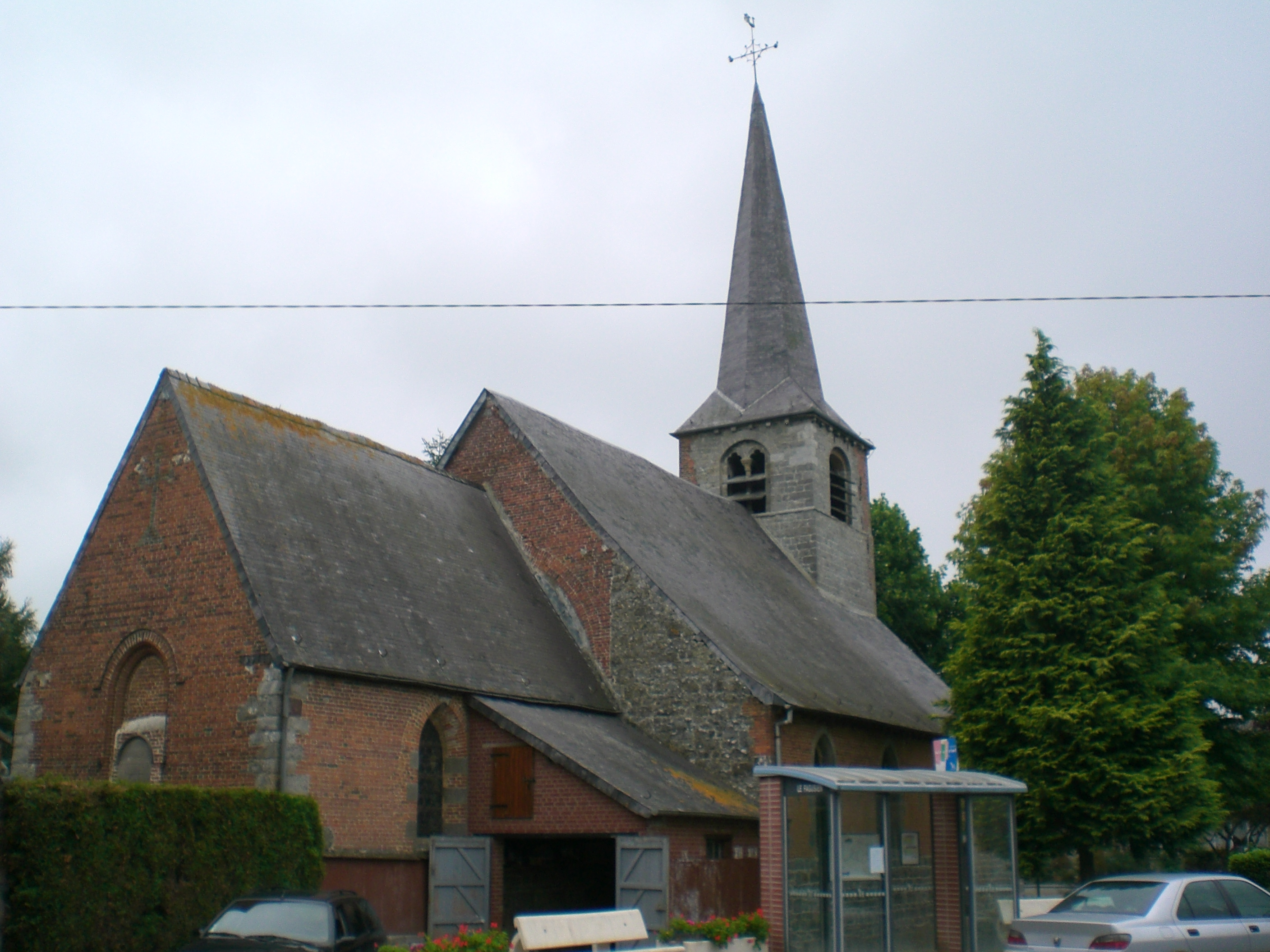
Kirche der Heimsuchung
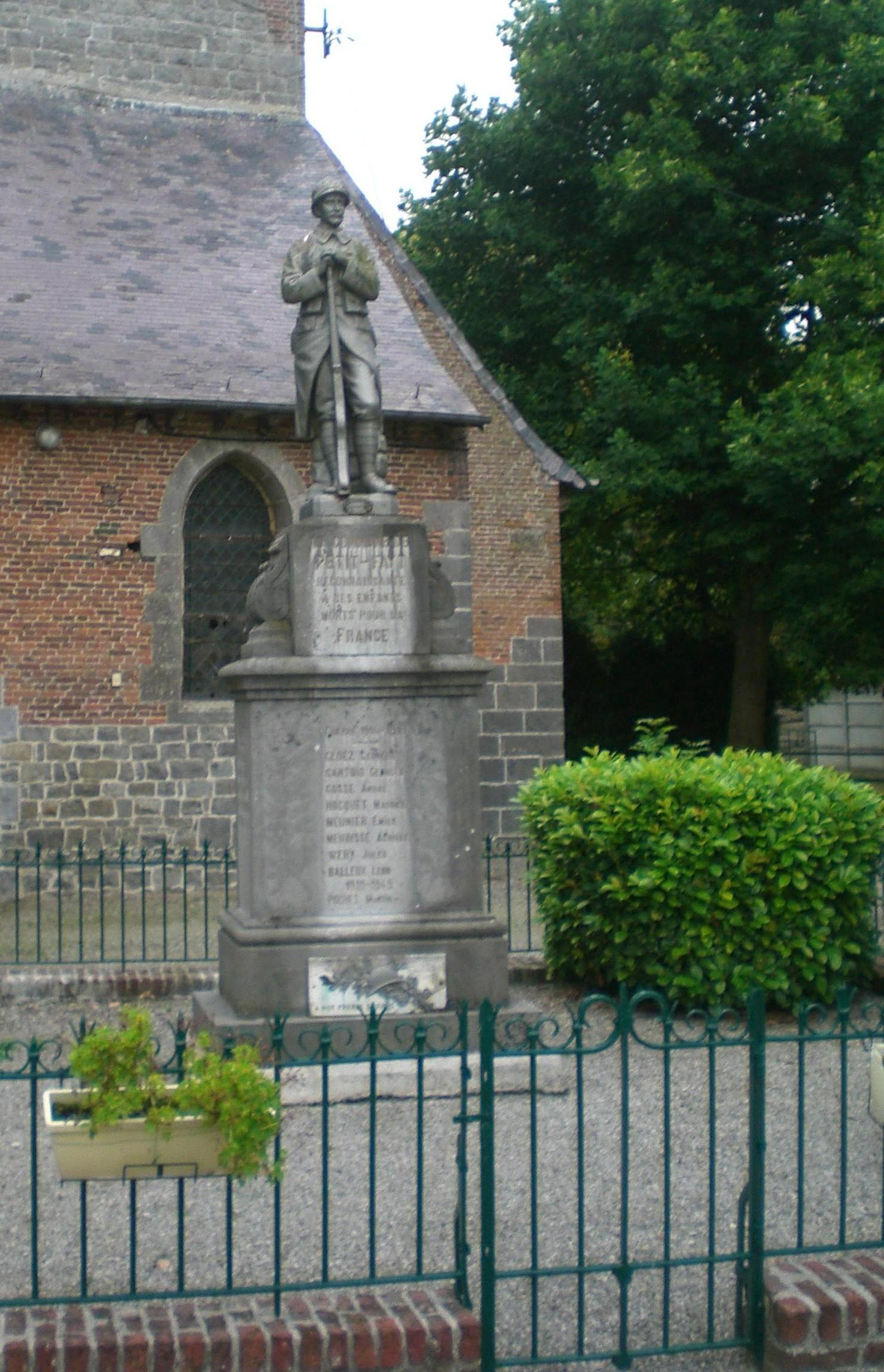
Gefallenendenkmal